# Seznam přímořských sídel v Chorvatsku
Toto je seznam všech sídel v Chorvatsku, která leží u moře. Jsou zde uvedena jak města, tak i vesnice a sídla na ostrovech. Seznam se řadí podle žup a podle polohy (podle pobřeží Jaderského moře proti směru hodinových ručiček, tedy (většinou) od severu k jihu). Města jsou vyznačena tučně.

## Istrijská župa
Sídla v Istrijské župě:
- Kanegra (0 obyvatel)
- Crveni Vrh (173 obyvatel)
- Savudrija (241 obyvatel)
- Bašanija (243 obyvatel)
- Zambratija (443 obyvatel)
- Katoro (19 obyvatel)
- Monterol (19 obyvatel)
- Umag (13 467 obyvatel)
- Đuba (115 obyvatel)
- Križine (194 obyvatel)
- Lovrečica (154 obyvatel)
- Karigador (141 obyvatel)
- Dajla (396 obyvatel)
- Mareda (239 obyvatel)
- Novigrad (4 345 obyvatel)
- Antenal (152 obyvatel)
- Tar (886 obyvatel)
- Červar Porat (527 obyvatel)
- Črvar (99 obyvatel)
- Poreč (16 696 obyvatel)
- Funtana (831 obyvatel)
- Vrsar (1 872 obyvatel)
- Štinjan (1 366 obyvatel)
- Rovinj (14 234 obyvatel)
- Peroj (752 obyvatel)
- Fažana (3 635 obyvatel)
- Valbandon (1 626 obyvatel)
- Pula (57 460 obyvatel)
- Pješčana Uvala (576 obyvatel)
- Vinkuran (672 obyvatel)
- Banjole (937 obyvatel)
- Premantura (845 obyvatel)
- Pomer (386 obyvatel)
- Medulin (6 004 obyvatel)
- Ližnjan (3 965 obyvatel)
- Kavran (89 obyvatel)
- Pavićini (48 obyvatel)
- Krnica (296 obyvatel)
- Rakalj (487 obyvatel)
- Rebići (138 obyvatel)
- Trget (45 obyvatel)
- Koromačno (227 obyvatel)
- Ravni (60 obyvatel)
- Drenje (41 obyvatel)
- Sveta Marina (42 obyvatel)
- Duga Luka (20 obyvatel)
- Gondolići (63 obyvatel)
- Rabac (1 472 obyvatel)
- Plomin Luka (204 obyvatel)

## Přímořsko-gorskokotarská župa
Sídla v Přímořsko-gorskokotarské župě:
- Mošćenice (310 obyvatel)
- Mošćenička Draga (1 641 obyvatel)
- Kraj
- Lovran (4 056 obyvatel)
- Ika (474 obyvatel)
- Ičići
- Opatija (11 659 obyvatel)
- Volosko
- Rijeka (128 384 obyvatel)
- Kostrena (4 319 obyvatel)
- Bakar (7 773 obyvatel)
- Bakarac (307 obyvatel)
- Kraljevica (4 579 obyvatel)
- Jadranovo (1 148 obyvatel)
- Dramalj (1 456 obyvatel)
- Crikvenica (11 122 obyvatel)
- Selce (1 623 obyvatel)
- Novi Vinodolski (5 282 obyvatel)
- Povile
- Klenovica (352 obyvatel)
- Smokvica Krmpotska (48 obyvatel)
- Sibinj Krmpotski (55 obyvatel)

## Licko-senjská župa
Sídla v Licko-senjské župě:
- Bunica (85 obyvatel)
- Sveta Jelena (16 obyvatel)
- Pijavica (13 obyvatel)
- Senj (8 132 obyvatel)
- Sveti Juraj (692 obyvatel)
- Lukovo (36 obyvatel)
- Klada (33 obyvatel)
- Starigrad (15 obyvatel)
- Stinica (105 obyvatel)
- Jablanac (118 obyvatel)
- Prizna (56 obyvatel)
- Cesarica (144 obyvatel)
- Ribarica
- Karlobag (917 obyvatel)
- Rudelić Draga
- Lukovo Šugarje (79 obyvatel)
- Križac

## Zadarská župa
Sídla v Zadarské župě:
- Tribanj
- Starigrad-Paklenica (1 876 obyvatel)
- Seline (469 obyvatel)
- Rovanjska (300 obyvatel)
- Maslenica
- Otišina
- Ribnica
- Crna Punta
- Gornji Karin (1 125 obyvatel)
- Donji Karin (174 obyvatel)
- Pridraga (1 470 obyvatel)
- Novigrad (542 obyvatel)
- Podgradina (684 obyvatel)
- Posedarje (3 607 obyvatel)
- Ždrilo (116 obyvatel)
- Vinjerac (189 obyvatel)
- Slivnica (834 obyvatel)
- Jovići (344 obyvatel)
- Ražanac (2 940 obyvatel)
- Rtina (452 obyvatel)
- Ljubač (475 obyvatel)
- Ljubački Stanovi
- Mulo
- Zukve
- Nin (2 744 obyvatel)
- Sabunike (neznámý počet obyvatel)
- Privlaka (2 253 obyvatel)
- Zaton (978 obyvatel)
- Petrčane (601 obyvatel)
- Kožino (815 obyvatel)
- Diklo
- Zadar (71 471 obyvatel)
- Bibinje (3 985 obyvatel)
- Sukošan (4 583 obyvatel)
- Sveti Petar na Moru (403 obyvatel)
- Turanj (1 207 obyvatel)
- Sveti Filip i Jakov (4 606 obyvatel)
- Biograd na Moru (5 879 obyvatel)
- Pakoštane (3 884 obyvatel)
- Drage (805 obyvatel)

## Šibenicko-kninská župa
Sídla v Šibenicko-kninské župě:
- Pirovac (1 930 obyvatel)
- Tribunj (1 536 obyvatel)
- Vodice (6 755 obyvatel)
- Srima (823 obyvatel)
- Šibenik (34 302 obyvatel)
- Brodarica (2 534 obyvatel)
- Jadrtovac (171 obyvatel)
- Žaborić (479 obyvatel)
- Grebaštica (937 obyvatel)
- Bilo
- Dolac
- Primošten (2 828 obyvatel)
- Zečevo Rogozničko (195 obyvatel)
- Rogoznica (2 345 obyvatel)
- Zatoglav (61 obyvatel)
- Ražanj (161 obyvatel)
- Stivašnica (47 obyvatel)
- Kanica (129 obyvatel)

## Splitsko-dalmatská župa
Sídla v Splitsko-dalmatské župě:
- Sevid (1 085 obyvatel)
- Vinišće (847 obyvatel)
- Marina (4 595 obyvatel)
- Poljica (681 obyvatel)
- Seget Vrancija (1 023 obyvatel)
- Seget Donji (2 466 obyvatel)
- Trogir (13 192 obyvatel)
- Divulje (26 obyvatel)
- Kaštela (43 349 obyvatel)
- Solin (23 926 obyvatel)
- Vranjic (1 196 obyvatel)
- Split (178 192 obyvatel)
- Stobreč (2 978 obyvatel)
- Podstrana (7 341 obyvatel)
- Jesenice (2 089 obyvatel)
- Orij
- Dugi Rat (7 092 obyvatel)
- Duće (1 640 obyvatel)
- Omiš (14 936 obyvatel)
- Borak (163 obyvatel)
- Nemira
- Stanići (502 obyvatel)
- Čelina (182 obyvatel)
- Mimice (250 obyvatel)
- Marušići (203 obyvatel)
- Pisak (208 obyvatel)
- Brela (1 703 obyvatel)
- Baška Voda (2 775 obyvatel)
- Promajna (372 obyvatel)
- Krvavica (287 obyvatel)
- Makarska (13 834 obyvatel)
- Tučepi (1 931 obyvatel)
- Podgora (2 884 obyvatel)
- Drašnice (328 obyvatel)
- Igrane (480 obyvatel)
- Živogošće (538 obyvatel)
- Mala Duba
- Živogošće Blato
- Drvenik (500 obyvatel)
- Zaostrog (372 obyvatel)
- Podaca (716 obyvatel)
- Brist (453 obyvatel)
- Gradac (3 261 obyvatel)

## Dubrovnicko-neretvanská župa
Sídla v Dubrovnicko-neretvanské župě:
- Baćina (578 obyvatel)
- Ploče (10 135 obyvatel)
- Rogotin (665 obyvatel)
- Blace (318 obyvatel)
- Duba (9 obyvatel)
- Kremena (14 obyvatel)
- Komarna (126 obyvatel)
- Klek (159 obyvatel)
- Zamaslina
- Mali Ston (165 obyvatel)
- Hodilje (214 obyvatel)
- Luka (161 obyvatel)
- Duba Stonska (40 obyvatel)
- Brijesta (78 obyvatel)
- Luka Dubrava
- Drače (64 obyvatel)
- Sreser (196 obyvatel)
- Osobjava (37 obyvatel)
- Crkvice
- Prapratna
- Trpanj (871 obyvatel)
- Duba Pelješka (54 obyvatel)
- Lovište (244 obyvatel)
- Basina
- Viganj (322 obyvatel)
- Kućište (204 obyvatel)
- Orebić (4 122 obyvatel)
- Stankovići
- Postup
- Podobuče (35 obyvatel)
- Potomje (256 obyvatel)
- Trstenik (97 obyvatel)
- Žuljana (218 obyvatel)
- Prapratno
- Kobaš
- Broce (100 obyvatel)
- Ston (2 605 obyvatel)
- Banići (139 obyvatel)
- Kručica (34 obyvatel)
- Slano (579 obyvatel)
- Brsečine (96 obyvatel)
- Trsteno (222 obyvatel)
- Orašac (631 obyvatel)
- Zaton (985 obyvatel)
- Zaton Mali
- Štikovica (858 obyvatel)
- Sustjepan (323 obyvatel)
- Dubrovník (42 615 obyvatel)
- Kupari (808 obyvatel)
- Srebreno (428 obyvatel)
- Mlini (943 obyvatel)
- Soline (268 obyvatel)
- Plat (302 obyvatel)
- Cavtat (2 153 obyvatel)
- Metale
- Molunat (212 obyvatel)
- Vitaljina (211 obyvatel)

## Ostrovní přímořská sídla
Tato sekce uvádí všechna sídla, která leží na ostrovech a současně leží u moře. Seznam je roztříděn na jednotlivé ostrovy, sídla jsou seřazena podle své polohy od severu a dále podle hodinových ručiček.
V tomto seznamu jsou uvedeny pouze ostrovy, na kterých jsou dvě a nebo více sídel. Sídla, která leží na ostrovech, a jsou jejich jedinými osídlenými obcemi, jsou uvedena v sekci Další ostrovní sídla.

### Krk
Sídla na Krku:
- Omišalj (2 998 obyvatel)
- Rudine (5 obyvatel)
- Čižići (92 obyvatel)
- Soline (43 obyvatel)
- Klimno (115 obyvatel)
- Šilo (381 obyvatel)
- Risika (146 obyvatel)
- Vrbnik (1 245 obyvatel)
- Baška (1 674 obyvatel)
- Zarok
- Stara Baška (95 obyvatel)
- Punat (1 876 obyvatel)
- Krk (5 491 obyvatel)
- Pinezići (134 obyvatel)
- Glavotok (30 obyvatel)
- Porat (109 obyvatel)
- Vantačići (97 obyvatel)
- Malinska (607 obyvatel)
- Njivice (1 208 obyvatel)

### Cres
Sídla na Cresu:
- Merag (3 obyvatelé)
- Punta Križa (61 obyvatel)
- Osor (73 obyvatel)
- Ustrine (27 obyvatel)
- Miholašćica (22 obyvatel)
- Zaglav
- Martinšćica (155 obyvatel)
- Pernat (11 obyvatel)
- Zbičina (13 obyvatel)
- Cres (2 959 obyvatel)
- Dragozetići (21 obyvatel)
- Porozina (20 obyvatel)

### Lošinj
Sídla na Lošinju:
- Nerezine (400 obyvatel)
- Sveti Jakov
- Ćunski (150 obyvatel)
- Mali Lošinj (8 388 obyvatel)
- Veli Lošinj (917 obyvatel)
- Rovenska
- Artatore

### Rab
Sídla na Rabu:
- Lopar (1 524 obyvatel)
- Barbat na Rabu (1 251 obyvatel)
- Rab (9 480 obyvatel)
- Palit (1 601 obyvatel)
- Kampor (1 315 obyvatel)
- Supetarska Draga (1 184 obyvatel)

### Pag
Sídla na Pagu:
- Lun (337 obyvatel)
- Stara Novalja (238 obyvatel)
- Metajna (236 obyvatel)
- Zubovići (195 obyvatel)
- Bošana (41 obyvatel)
- Pag (3 846 obyvatel)
- Miškovići (59 obyvatel)
- Dinjiška (137 obyvatel)
- Vlašići (272 obyvatel)
- Smokvica (55 obyvatel)
- Povljana (759 obyvatel)
- Košljun (47 obyvatel)
- Proboj
- Šimuni (165 obyvatel)
- Mandre (395 obyvatel)
- Gajac (56 obyvatel)
- Novalja (3 335 obyvatel)
- Tovarnele

### Molat
Sídla na Molatu:
- Porat
- Molat (107 obyvatel)
- Brgulje (48 obyvatel)

### Dugi otok
Sídla na Dugim otoku:
- Božava (116 obyvatel)
- Dragove (36 obyvatel)
- Brbinj (76 obyvatel)
- Savar (53 obyvatel)
- Luka (123 obyvatel)
- Žman (199 obyvatel)
- Zaglav (174 obyvatel)
- Sali (1 698 obyvatel)
- Veli Rat (60 obyvatel)

### Iž
Sídla na Ižu:
- Veli Iž (400 obyvatel)
- Mali Iž (215 obyvatel)

### Rava
Sídla na Ravě:
- Mala Rava
- Vela Rava

### Ugljan
Sídla na Ugljanu:
- Ugljan (1 278 obyvatel)
- Čeprljanda
- Lukoran (503 obyvatel)
- Lukoran Mali
- Sutomišćica (336 obyvatel)
- Poljana (294 obyvatel)
- Preko (3 805 obyvatel)
- Kali (1 638 obyvatel)
- Kukljica (714 obyvatel)

### Pašman
Sídla na Pašmanu:
- Ždrelac (312 obyvatel)
- Banj (193 obyvatel)
- Dobropoljana (279 obyvatel)
- Neviđane (376 obyvatel)
- Mrljane (249 obyvatel)
- Pašman (392 obyvatel)
- Kraj (281 obyvatel)
- Tkon (763 obyvatel)

### Kornat
Sídla na Kornatu:
- Stiniva
- Koromasinia
- Gujak

### Murter
Sídla na Murteru:
- Murter (2 068 obyvatel)
- Betina (697 obyvatel)
- Tisno (1 287 obyvatel)
- Jezera (886 obyvatel)

### Prvić
Sídla na Prviću:
- Prvić Luka (164 obyvatel)
- Prvić Šepurine (239 obyvatel)

### Čiovo
Sídla na Čiovu:
- Miševac
- Mastrinka (947 obyvatel)
- Arbanija (374 obyvatel)
- Slatine (1 106 obyvatel)
- Okrug Gornji (2 767 obyvatel)

### Šolta
Sídla na Šoltě:
- Donja Krušica
- Rogač (100 obyvatel)
- Nečujam (80 obyvatel)
- Stomorska (199 obyvatel)
- Gornja Krušica
- Maslinica (174 obyvatel)

### Brač
Sídla na Brači:
- Postira (1 553 obyvatel)
- Pučišća (2 171 obyvatel)
- Povlja (364 obyvatel)
- Sumartin (482 obyvatel)
- Bol (1 630 obyvatel)
- Murvica (14 obyvatel)
- Milna (1 100 obyvatel)
- Bobovišća (71 obyvatel)
- Sutivan (822 obyvatel)
- Mirca (321 obyvatel)
- Supetar (4 074 obyvatel)
- Splitska (402 obyvatel)

### Hvar
Sídla na Hvaru:
- Sućuraj (463 obyvatel)
- Gromin Dolac (4 obyvatelé)
- Zavala (144 obyvatel)
- Ivan Dolac (26 obyvatel)
- Jagodna
- Sveta Nedjelja (148 obyvatel)
- Zaraće (10 obyvatel)
- Hvar (4 138 obyvatel)
- Vira
- Stari Grad (2 781 obyvatel)
- Rudina (54 obyvatel)
- Vrboska (526 obyvatel)
- Jelsa (3 656 obyvatel)

### Vis
Sídla na Visu:
- Rogačić
- Vis (1 934 obyvatel)
- Brgujac
- Rukavac (66 obyvatel)
- Komiža (1 526 obyvatel)
- Oključna

### Korčula
Sídla na Korčule:
- Babina
- Radišće
- Kneže
- Piske
- Žrnovska Banja
- Medvinjak
- Korčula (5 889 obyvatel)
- Soline
- Javic
- Lumbarda (1 221 obyvatel)
- Zavalatica
- Brna
- Vinačac
- Prižba
- Gršćica
- Karbuni
- Tri Luke
- Vela Luka (4 380 obyvatel)
- Črnja Luka
- Bristva
- Prigradica

### Lastovo
Sídla na Lastovu:
- Zaklopatica (71 obyvatel)
- Lastovo (792 obyvatel)
- Skrivena Luka (18 obyvatel)
- Uble (218 obyvatel)
- Pasadur (77 obyvatel)

### Mljet
Sídla na Mljetu:
- Sobra (102 obyvatel)
- Prožura (53 obyvatel)
- Saplunara (35 obyvatel)
- Soline (25 obyvatel)
- Goveđari (165 obyvatel)
- Pomena (37 obyvatel)
- Polače (115 obyvatel)
- Kozarica (28 obyvatel)

### Šipan
Sídla na Šipanu:
- Suđurađ (207 obyvatel)
- Šilovo Selo
- Šipanska Luka (212 obyvatel)

### Koločep
Sídla na Koločepu:
- Donje Čelo (114 obyvatel)
- Gornje Čelo (60 obyvatel)
- Koločep (163 obyvatel)

### Další ostrovní sídla
Zde jsou uvedena sídla na dalších ostrovech, která s žádným jiným sídlem zde nesousedí. Jméno ostrova je uvedeno pouze tehdy, pokud je jiné než název jeho jediného sídla.
- Unije (88 obyvatel)
- Susak (188 obyvatel)
- Ilovik (104 obyvatel)
- Premuda (64 obyvatel)
- Silba (292 obyvatel)
- Olib (140 obyvatel)
- Vir (3 032 obyvatel)
- Ist (182 obyvatel)
- Sestrunj
- Zverinac (43 obyvatel)
- Piškera
- Lavsa
- Vrgada (249 obyvatel)
- Žirje (103 obyvatel)
- Kaprije (189 obyvatel)
- Zlarin (284 obyvatel)
- Krapanj (170 obyvatel)
- Drvenik Mali (87 obyvatel)
- Drvenik Veliki – na ostrově Drvenik Veli (150 obyvatel)
- Biševo
- Lopud (269 obyvatel)